# Kieler Kunst-Keramik
Die Kieler Kunst-Keramik AG produzierte von 1924 bis 1930 Fein- und Baukeramik.

## Geschichte

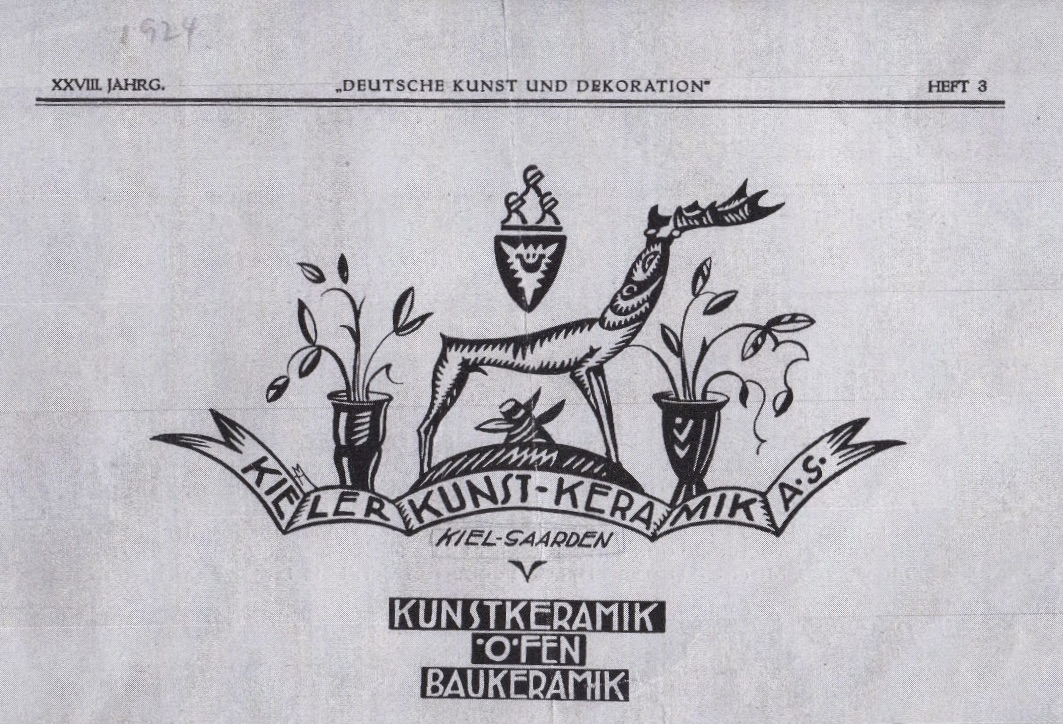
Annonce der Kieler Kunst-Keramik AG, mit dem Signet der Manufaktur (Kieler Stadtwappen und Kürzel „KKK“), 1924

Im Mai 1924 nahm die aus der Firma Kadow-Skulpturenwerke AG durch Neugründung hervorgegangene Kieler Kunst-Keramik AG (KKK) in Kiel-Gaarden, Rathausstraße 4 ihre Produktion auf. „Ziel war nicht allein die Wiederbelebung einer kunstgewerblichen Industrie mit programmatischer Anknüpfung an die Kieler Fayencemanufaktur des 18. Jahrhunderts [...], sondern auch die Herstellung von Erzeugnissen, die den Namen Kiels über die Landesgrenzen hinaus bekannt machen sollten.“ Mit dieser Zielsetzung wurden in der Manufaktur künstlerische Plastiken, kunstgewerbliche Zier- und Gebrauchsgegenstände auf hohem künstlerischem Niveau hergestellt sowie Kachelöfen und Baukeramik. Zahlreiche klinkerexpressionistische Fassaden und noch häufig vorhandener klinkerplastischer Bauschmuck, hauptsächlich im norddeutschen Raum, stellen die Leistungsfähigkeit der Kieler Baukeramik unter Beweis.
Von 1924 bis 1929 war die KKK auf zahlreichen Ausstellungen und Messen vertreten: z. B. 1924 Leipzig, Grassimesse; 1924 Kiel, Thaulow-Museum, Herbstmesse; 1925 Kiel, Nordische Messe; 1926 Berlin, Ziegelbauausstellung, 1928/29 Chicago, New York „International Exhibition of Ceramic Art“.
Nach den erfolgreichen ersten Jahren zeichnete sich für das Unternehmen schon 1927 eine Krise ab, einerseits wegen der allgemeinen wirtschaftlichen Lage, andererseits wegen betriebsbedingter Probleme. Der in Fachkreisen vermutete Versuch eines Neuanfangs fand offensichtlich nicht statt. Bei der in diesem Zusammenhang genannten NKK dürfte es sich um die Manufaktur Norddeutsche Kunstkeramik Kiel handeln. Nach Einstellung der Produktion meldete die KKK 1930 Konkurs an; 1932 wurde die Firma liquidiert.

## Künstler
Zum Direktor und künstlerischen Leiter wurde Philipp Danner (1893–1964) ernannt, Keramiker und ehemaliger Betriebsleiter der Zweigstelle Ettlingen der damaligen Großherzoglichen Majolika-Manufaktur in Karlsruhe. Hedwig Marquardt (1884–1969) und Augusta (Gust, Gustl) Kaiser (1895–1932) folgten, aus Karlsruhe kommend, Danners Ruf nach Kiel, und stellten sich gemeinsam mit ihm der Aufgabe, die Produktion in Gang zu setzen. Als Künstlerinnen der ersten Stunde schufen Kaiser und Marquardt bis März 1925 den Großteil der feinkeramischen Anfangskollektion, orientiert an der neuzeitlichen Formensprache des Art déco, und prägten Form und Stil der Kieler Kunst-Keramik. Kaiser trat auch mit einigen bemerkenswerten Entwürfen für Baukeramik hervor.
Weitere namhafte Künstler waren für die Kieler Kunst-Keramik AG in den Bereichen Fein- und Baukeramik gestalterisch tätig. Zu ihnen gehören beispielsweise Ferdinand Flosdorf (1881–1956), Ludwig Kunstmann (1877–1961), Richard Kuöhl (1880–1961), Hans Laubner (1884–1968), Gertrud Wiebke Schröder (1897–1977), Karl Taggeselle (1898–?), der ab 1926 die feinkeramische Abteilung leitete, und Fritz Theilmann (1902–1991), ab April 1925 Leiter der Abteilung Baukeramik, die fortan von größerer Bedeutung für die Kieler Manufaktur war, sowie Lola Töpke (1891–1945).

## Nachfolgebetrieb

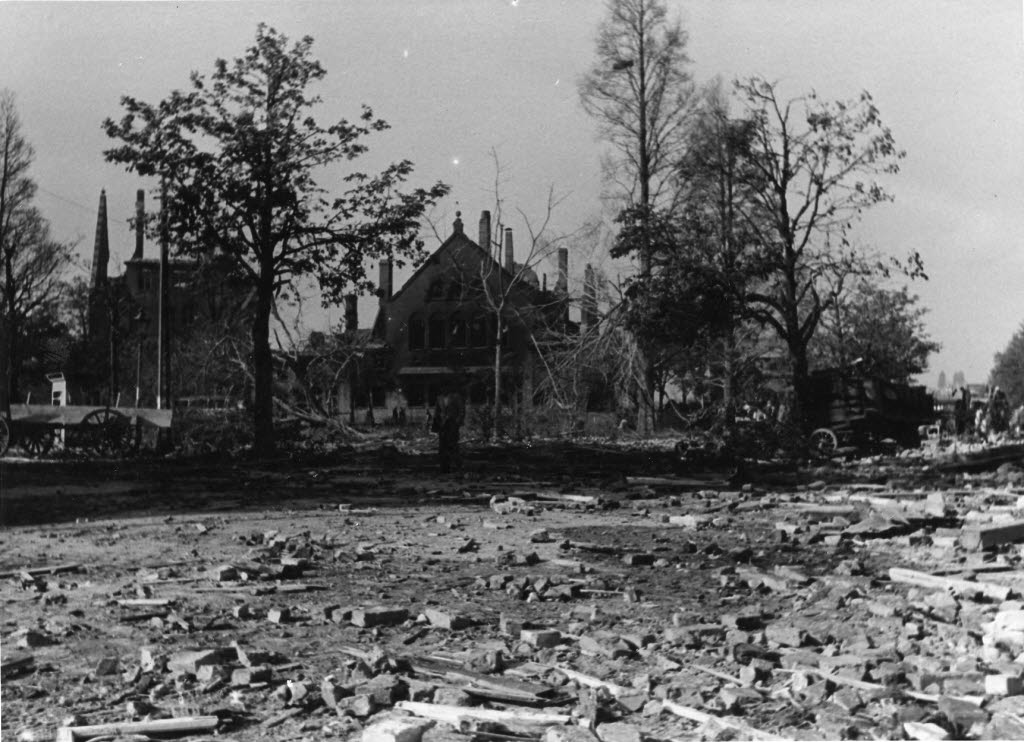
Die Kieler Kunst-Keramik-Werke in der Oldesloer Straße 4 wurden beim Luftangriff auf Kiel am 14. Mai 1943 vollständig zerstört.

1933 pachtete der Kaufmann Edmund Jensen von der Stadt Kiel das Fabrikationsgebäude und gründete die Kieler Kunstkeramik Edmund Jensen Kiel, die sogenannte Zweite KKK. Produziert wurde Fein- und Baukeramik.
Künstlerischer Leiter der feinkeramischen Abteilung war anfangs der Keramiker Fritz Gniesmer (1903–1975), ab 1935 der Kunsttöpfer Andreas Kastl. Hergestellt wurde Gebrauchskeramik von klarer, schlichter Formgebung ohne den hohen schöpferischen Kunstanspruch der Kieler Kunst-Keramik der Art-déco-Phase. Die keramischen Objekte sind überwiegend unglasiert. Daneben gibt es ein- oder mehrfarbig glasierte Stücke, die zum Teil auch mit feiner polychromer Bemalung dekoriert sind. Für koloristisch anspruchsvolle Arbeiten war die Malerin Dorothea Henschel-Kastl zuständig.
Ein Schwerpunkt lag auf der baukeramischen Abteilung, die der Bildhauer Alwin Blaue (1896–1958) leitete. Der Kieler Bildhauer und Kunsthandwerker Fritz During (1910–1993) führte als freier Mitarbeiter eine Vielzahl von Baukeramiken aus, die teilweise noch heute erhalten sind. Ebenfalls zahlreiche baukeramische Arbeiten lieferte Franz Blazek (1887–1941) bis 1937 für die Zweite KKK.
1943 wurden die Fabrikgebäude durch einen Luftangriff zerstört. Nach dem Krieg wurde die Firma Kieler Kunstkeramik Edmund Jensen Kiel mit Wirkung vom 1. Dezember 1941 gelöscht.

## Ausstellungen
- 2015 Kieler Kunst-Keramik 1924 - 1930. Augusta Kaiser, Hedwig Marquardt und weitere Künstler. Ostholstein-Museum Eutin, 27. Februar bis 26. April 2015.[8]